# 張永祥 (乾隆進士)
張永祥（?—?），直隶天津府静海縣人，清朝政治人物、同进士出身。
乾隆二十二年（1757年）丁丑科进士。授福建永定縣知县。